# أوتو شرودر
أوتو شرودر (بالألمانية: Otto Schröder)‏ هو مبارز بالسيف ألماني، (و. 1902 – 1977 م).

## وصلات خارجية
- أوتو شرودر على موقع أوليمبيديا (الإنجليزية)